# Bíró Gyula (építész)
Beczkói  Bíró Gyula, születési nevén Biermann Gyula (Szeged, 1867. december 18. – Budapest VI. kerülete, 1944. február 1.) zsidó származású magyar építész.

## Élete
Biermann (Bíró) Károly (1843–1927) és Schweiger Johannával (1843–1916) gyermekeként született. Akárcsak édesapja, ő is kezdetben építőmester lett (oklevele 1906-ból való).
Az édesapjával közösen működtette a „Biró Károly és Gyula” családi vállalatot, amely elsősorban épületek kivitelezésével foglalkozott (nem kevés esetben Kőrössy Albert Kálmán tervei valósították meg) cég a főváros egyik legsikeresebb kivitelezőjévé vált. Ő maga ettől függetlenül több bérházat tervezett is. 1899-ben nősült meg, feleségétől, Fränkel Máriától három gyermeke született (Edit, Pál, Andor). Az első világháborúban népfölkelő mérnökhadnagyként szolgált, szolgálatait arany érdemkereszttel jutalmazták.
Bíró Gyula tagja volt a Magyar Építőmesterek Egyesületének választmányába, a Magyar Építő-, Kőműves-, Kőfaragó- és Ácsmesterek Ipartestületnek, és a  a Magyar Leszámítoló és Pénzváltó Bank felügyelőbizottságának is. Az 1920-as Bíró Budapest egyik leggazdagabb építészének számított (Korb Flóris, Benes Imre és Kőrössy Albert Kálmán mellett.)
A második világháború idején zsidó származása miatt munkaszolgálatot kellett teljesítenie az ekkor már 70 évnél idősebb építésznek. Valószínűleg ott szerzett betegsége miatt hunyt 1944-ben 77 éves korában. A Kerepesi temetőben temették el evangélikus szertartás szerint. Érdekesség, hogy temetésén koszorúk helyett családja a rászorult munkaszolgálatosok javára kért adományokat.

## Ismert épületei

### Bíró Gyula által tervezett épületek

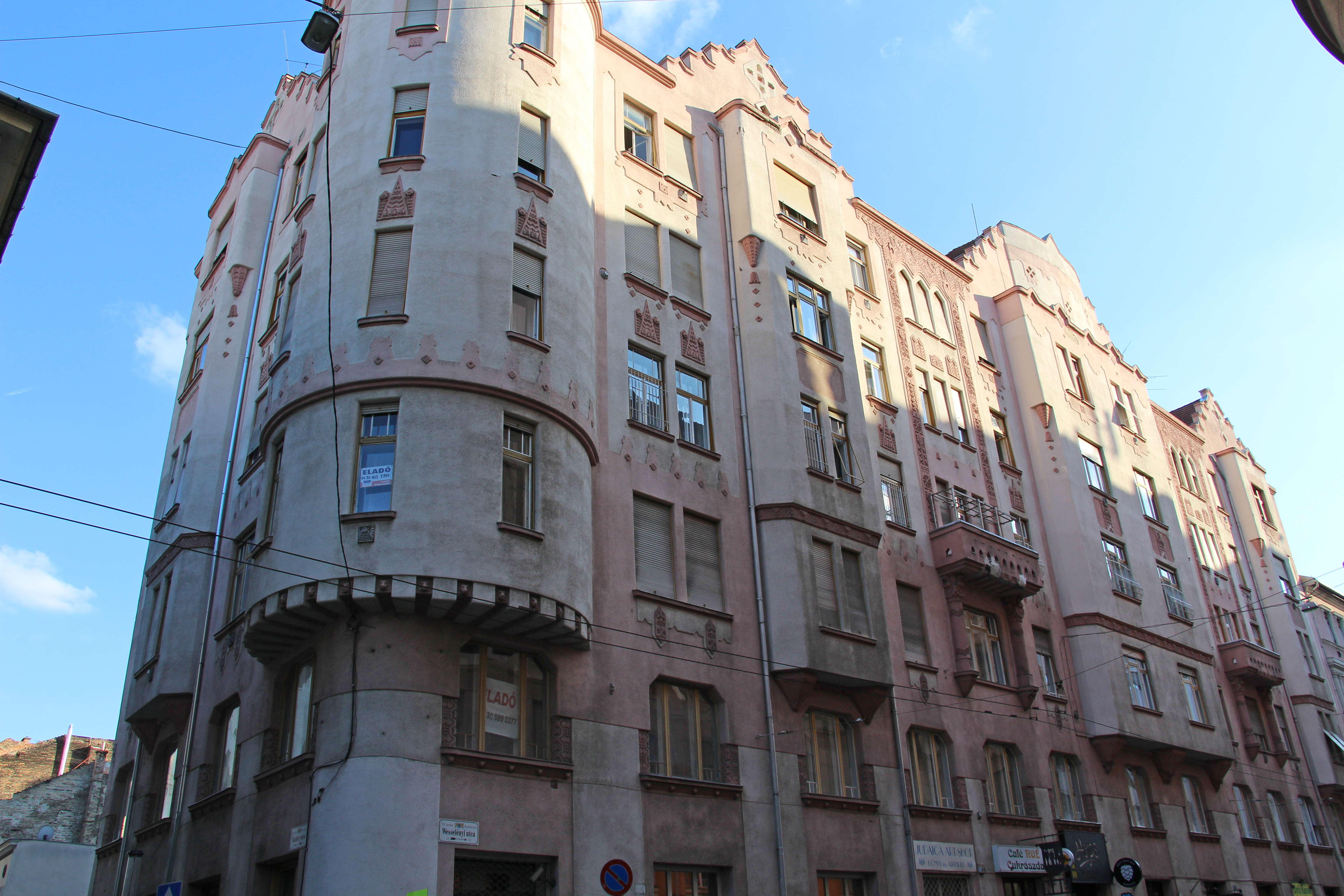
Wesselényi utca 13.

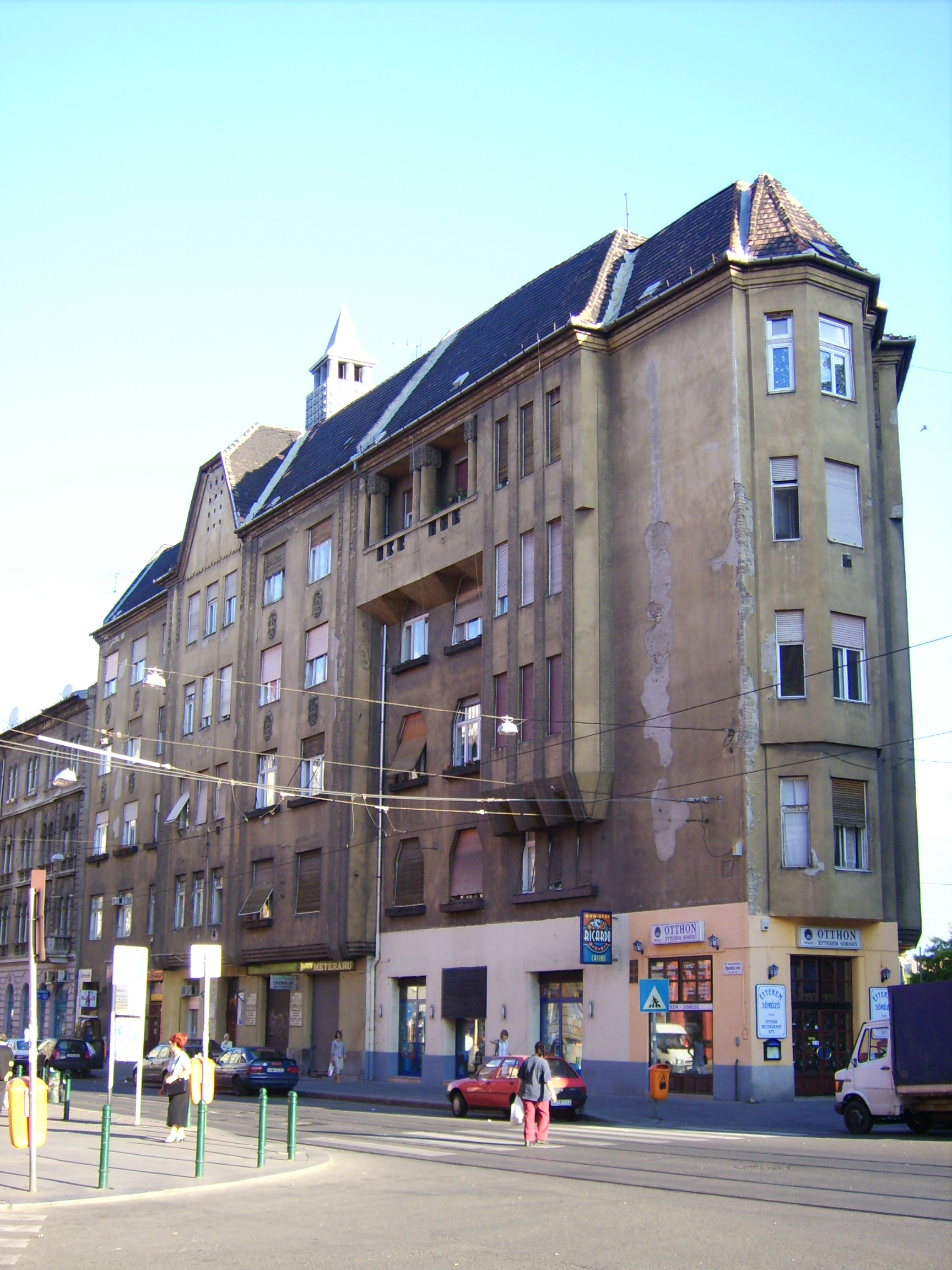
Népszínház u. 46.

- 1908: lakóház, Budapest, Wesselényi utca 13.[4][3]
- 1910: lakóház, Budapest, Wesselényi utca 10.[5][3]
- 1910: lakóház, Budapest, Wesselényi utca 8.[6][3]
- 1910: lakóház, Budapest, Dohány utca 37.[7][3]
- 1910: lakóház, Budapest, Népszínház utca 46.[8][3]
- 1911: lakóház, Budapest, Dob utca 9.[9][3]
- 1911: lakóház, Budapest, Király utca 27.[10]
- 1911: lakóház, Budapest, Király utca 82.[3]

### Mások által tervezett, Bíró Gyula által kivitelezett épületek
- 1905: lakóház, Budapest, Kékgolyó utca 16/b.[3]
- 1905: lakóház, Budapest, Alkotás utca 7/b.[3]
- 1900: épületbővítés, Budapest, Röppentyű utca[3]
- 1901: épületbővítés, Budapest, Józsefvárosi teherpályaudvar[3]
- 1901: épületbővítés, Budapest, egy Gyáli úti raktár[3]
- 1903: lakóház, Budapest, Csengery utca 66.[3]
- 1904–1905: lakóház, Budapest, Alkotás utca 7/a.[3]
- 1905: épületbővítés, Budapest, Dévai utca[3]
- 1906: épületbővítés, Budapest, Közraktár utca[3]
- 1906: épületbővítés, Budapest, Bajza utca[3]
- 1906: lakóház, Budapest, Török utca 8.[3]
- 1907: épületbővítés, Budapest, Rottenbiller utca[3]

Házbővítések a budapesti Tűzoltó utcában, a Zugló utcában és a Pauler utcában (1-1 épület).